# تپه شاخ خیز
تپه شاخ خیز مربوط به هزاره اول قبل از میلاد است و در شهرستان نقده، بخش محمدیار، دهستان المهدی، روستای گرد قیط واقع شده و این اثر در تاریخ ۷ خرداد ۱۳۸۷ با شمارهٔ ثبت ۲۲۹۱۵ به‌عنوان یکی از آثار ملی ایران به ثبت رسیده است.